# Lithiumchloride
Lithiumchloride is het lithiumzout van zoutzuur, met als brutoformule LiCl.

## Synthese
Lithiumchloride kan bereid worden door lithiumcarbonaat te laten reageren met zoutzuur. Hierdoor ontstaat koolstofdioxide en kan na concentratie en droging het zuivere zout verkregen worden:
{\displaystyle {\ce {Li2CO3 + 2HCl -> 2 LiCl + H2O + CO2 (^)}}}

## Toepassingen
Gebruik van lithiumchloride is beperkt tot een aantal gebieden. Zo is het de belangrijkste grondstof voor de productie van zuiver lithium. Ook wordt het gebruikt als droogmiddel in gebouwen. In de organische chemie wordt lithiumchloride toegevoegd aan sommige reacties. Veelal gaat het hierbij om palladiumgekatalyseerde reacties, zoals de Stille-reactie of bij bepaalde Grignard-reacties. Een andere toepassing is het gebruik van lithiumchloride-oplossingen in de lasindustrie.

## Eigenschappen en gevaren
Lithiumchloride is een typische vertegenwoordiger van een zout. Het heeft echter een aantal eigenschappen, die andere alkalimetaalzouten niet bezitten. Zo is lithiumchloride erg hygroscopisch (oplossingen van het zout kunnen de luchtvochtigheid om circa 90% reduceren) en zeer goed oplosbaar in water. Bovendien zijn er drie hydraten van bekend, dit in tegenstelling tot bijvoorbeeld bij natriumchloride en kaliumchloride. Oplossingen van lithiumchloride zijn erg corrosief en tasten onder andere beton aan.
Blootstelling aan lithiumchloride tijdens de zwangerschap kan leiden tot geboorteafwijkingen, en de Gezondheidsraad heeft lithiumchloride ingedeeld in de categorie stoffen die schade toebrengen aan de ongeboren vrucht. In een studie werd een dergelijk verband niet gevonden bij lage doseringen, mogelijk treedt er dus alleen bij hogere doseringen schade op.
Lithiumchloride wordt via de moedermelk doorgegeven en kan mogelijk schade toebrengen aan de zuigeling.